# Польша на зимних Олимпийских играх 2022
Польша на зимних Олимпийских играх 2022 года представлена 57 спортсменами (27 мужчин и 30 женщин) в 10 видах спорта.
25 января 2022 года конькобежцы Збигнев Брудка и Наталия Червонка были названы польскими знаменосцами во время церемонии открытия. 2 февраля 2022 года сноубордистка Александра Круль заменила Червонку, у которой по прибытии был положительный результат на COVID-19.

## Медалисты
Следующие польские участники завоевали медали на играх:
| Медаль | Спортсмен      | Вид                | Соревнование                  | Дата      |
| ------ | -------------- | ------------------ | ----------------------------- | --------- |
| Бронза | Давид Кубацкий | Прыжки с трамплина | Нормальный трамплин (мужчины) | 6 февраля |

## Участники
Ниже приводится список участников, участвующих в Играх по видам спорта.
| Вид                | Мужчины | Женщины | Всего |
| ------------------ | ------- | ------- | ----- |
| Биатлон            | 1       | 4       | 5     |
| Горнолыжный спорт  | 2       | 4       | 6     |
| Конькобежный спорт | 5       | 5       | 10    |
| Лыжное двоеборье   | 2       | N/A     | 2     |
| Лыжные гонки       | 4       | 5       | 9     |
| Прыжки с трамплина | 5       | 2       | 7     |
| Санный спорт       | 3       | 1       | 4     |
| Сноуборд           | 2       | 3       | 5     |
| Фигурное катание   | 1       | 2       | 3     |
| Шорт-трек          | 2       | 4       | 6     |
| Всего              | 27      | 30      | 57    |

## Горнолыжный спорт
Польша квалифицировала одного мужчину и трех женщин-горнолыжников. Они также получили дополнительную мужскую квоту для участия в командных соревнованиях и ещё одну женскую квоту во время перераспределения.
Мужчины
| Спортсмен    | Вид               | 1 заезд | 1 заезд | 2 заезд | 2 заезд | Всего | Всего |
| Спортсмен    | Вид               | Время   | Место   | Время   | Место   | Время | Место |
| ------------ | ----------------- | ------- | ------- | ------- | ------- | ----- | ----- |
| Михал Ясичек | Гигантский слалом | DNF     | DNF     | NQ      | NQ      | NQ    | NQ    |
| Михал Ясичек | Слалом            | 57.40   | 30      | DSQ     | DSQ     | DSQ   | DSQ   |
| Павел Пыяс   | Слалом            | DNF     | DNF     | NQ      | NQ      | NQ    | NQ    |
| Павел Пыяс   | Гигантский слалом | DNF     | DNF     | NQ      | NQ      | NQ    | NQ    |

Женщины
| Спортсменка              | Вид               | 1 заезд | 1 заезд | 2 заезд | 2 заезд | Всего   | Всего |
| Спортсменка              | Вид               | Время   | Место   | Время   | Место   | Время   | Место |
| ------------------------ | ----------------- | ------- | ------- | ------- | ------- | ------- | ----- |
| Зузана Чапская           | Слалом            | DNF     | DNF     | NQ      | NQ      | NQ      | NQ    |
| Зузана Чапская           | Гигантский слалом | 1:03.63 | 37      | 1:01.52 | 29      | 2:05.15 | 30    |
| Марина Гонсеница-Даниэль | Супергигант       | н/д     | н/д     | н/д     | н/д     | 1:15.81 | 26    |
| Марина Гонсеница-Даниэль | Гигантский слалом | 59.24   | 11      | 57.87   | 4       | 1:57.11 | 8     |
| Магдалена Лучак          | Слалом            | DNF     | DNF     | NQ      | NQ      | NQ      | NQ    |
| Магдалена Лучак          | Гигантский слалом | 1:01.96 | 32      | 1:00.89 | 26      | 2:02.85 | 26    |
| Ханна Зёмба              | Гигантский слалом | DNS     | DNS     | NQ      | NQ      | NQ      | NQ    |

Смешанные команды
| Спортсмен                                                        | Вид     | Раунд 16-ти        | Четвертьфинал      | Полуфинал          | Final / БМ         | Final / БМ |
| Спортсмен                                                        | Вид     | Соперник Результат | Соперник Результат | Соперник Результат | Соперник Результат | Место      |
| ---------------------------------------------------------------- | ------- | ------------------ | ------------------ | ------------------ | ------------------ | ---------- |
| Марина Гонсеница-Даниэль Михал Ясичек Магдалена Лучак Павел Пыяс | Команда |                    |                    |                    |                    |            |

## Биатлон
Согласно рейтингу Кубка Наций на кубках мира по биатлону 2020-21 и 2021-22 годов, у Польши прошли квалификацию 4 женщины и 1 мужчина.
Мужчины
| Спортсмен    | Вид                  | Время   | Промахов    | Место |
| ------------ | -------------------- | ------- | ----------- | ----- |
| Гжегож Гузик | Индивидуальная гонка | 54:47.9 | 3 (0+1+1+1) | 49    |
| Гжегож Гузик | Спринт               | 26:36.2 | 1 (0+1)     | 48    |
| Гжегож Гузик | Гонка преследования  | 47:07.0 | 8 (2+3+1+2) | 54    |

Женщины
| Спортсменка                                               | Вид                  | Время     | Промахов    | Место |
| --------------------------------------------------------- | -------------------- | --------- | ----------- | ----- |
| Моника Хойниш-Старенга                                    | Индивидуальная гонка | 46:55.3   | 2 (0+0+1+1) | 20    |
| Моника Хойниш-Старенга                                    | Спринт               | 22:12.9   | 1 (1+0)     | 16    |
| Моника Хойниш-Старенга                                    | Гонка преследования  | 37:15.7   | 2 (2+0+0+0) | 9     |
| Анна Монка                                                | Индивидуальная гонка | 58:18.3   | 9 (2+2+2+3) | 85    |
| Анна Монка                                                | Спринт               | 23:55.4   | 3 (1+2)     | 66    |
| Кинга Збылют                                              | Индивидуальная гонка | 50:54.7   | 3 (0+1+1+1) | 55    |
| Кинга Збылют                                              | Спринт               | 24:05.1   | 2 (1+1)     | 69    |
| Камила Жук                                                | Индивидуальная гонка | 49:02.7   | 3 (0+2+1+0) | 36    |
| Камила Жук                                                | Спринт               | 23:22.9   | 1 (1+0)     | 53    |
| Камила Жук                                                | Гонка преследования  | DNS       | DNS         | DNS   |
| Моника Хойниш-Старенга Анна Монка Кинга Збылют Камила Жук | Эстафета             | 1:17:12.1 | 11 (1+10)   | 14    |

## Лыжные гонки
Польша квалифицировала четырёх мужчин и пять женщин-лыжников.
Мужчины
| Спортсмен      | Вид      | Классика | Классика | Свободный | Свободный | Финал     | Финал      | Финал |
| Спортсмен      | Вид      | Время    | Место    | Время     | Место     | Время     | Отставание | Место |
| -------------- | -------- | -------- | -------- | --------- | --------- | --------- | ---------- | ----- |
| Доминик Бурый  | 15 км    | н/д      | н/д      | н/д       | н/д       | 40:48.4   | +2:53.6    | 27    |
| Доминик Бурый  | Скиатлон | 42:08.2  | 35       | 39:57.9   | 26        | 1:22:40.6 | +6:30.8    | 26    |
| Матеуш Харатик | 15 км    | н/д      | н/д      | н/д       | н/д       | 43:00.3   | +5:05.5    | 60    |
| Матеуш Харатик | Скиатлон | 45:40.0  | 59       | LAP       | LAP       | LAP       | LAP        | 51    |

Женщины
| Спортсменка                                                                      | Вид      | Классика | Классика | Свободный | Свободный | Финал     | Финал      | Финал |
| Спортсменка                                                                      | Вид      | Время    | Место    | Время     | Место     | Время     | Отставание | Место |
| -------------------------------------------------------------------------------- | -------- | -------- | -------- | --------- | --------- | --------- | ---------- | ----- |
| Магдалена Кобелюш                                                                | 10 км    | н/д      | н/д      | н/д       | н/д       | 35:40.3   | +7:34.0    | 78    |
| Магдалена Кобелюш                                                                | Скиатлон | 27:32.7  | 59       | 25:45.8   | 59        | 54:12.0   | +9:58.3    | 59    |
| Каролина Кукучка                                                                 | 10 км    | н/д      | н/д      | н/д       | н/д       | 33:16.6   | +5:10.3    | 64    |
| Изабела Марциш                                                                   | 10 км    | н/д      | н/д      | н/д       | н/д       | 30:54.6   | +2:48.3    | 29    |
| Изабела Марциш                                                                   | Скиатлон | 24:01.6  | 17       | 22:52.8   | 18        | 47:30.7   | +3:17.0    | 16    |
| Моника Скиндер                                                                   | 10 км    | н/д      | н/д      | н/д       | н/д       | 31:49.9   | +3:43.6    | 49    |
| Моника Скиндер Вероника Калета Магдалена Кобелюш Изабела Марциш Каролина Кукучка | Эстафета | н/д      | н/д      | н/д       | н/д       | 1:00:21.5 | +6:40.5    | 14    |

Спринт
| Спортсмен                     | Вид              | Квалификация | Квалификация | Четвертьфинал | Четвертьфинал | Полуфинал | Полуфинал | Финал    | Финал |
| Спортсмен                     | Вид              | Время        | Место        | Время         | Место         | Время     | Место     | Время    | Место |
| ----------------------------- | ---------------- | ------------ | ------------ | ------------- | ------------- | --------- | --------- | -------- | ----- |
| Камиль Бурый                  | Спринт           | 3:02.73      | 58           | NQ            | NQ            | NQ        | NQ        | NQ       | NQ    |
| Мацей Старенга                | Спринт           | 2:53.61      | 26 Q         | 2:58.56       | 4             | NQ        | NQ        | NQ       | NQ    |
| Камиль Бурый Мацей Старенга   | Командный спринт | н/д          | н/д          | н/д           | н/д           | 20:19.87  | 8         | NQ       | NQ    |
| Вероника Калета               | Спринт           | 3:32.28      | 50           | NQ            | NQ            | NQ        | NQ        | NQ       | NQ    |
| Изабела Марциш                | Спринт           | 3:25.62      | 39           | NQ            | NQ            | NQ        | NQ        | NQ       | NQ    |
| Моника Скиндер                | Спринт           | 3:27.93      | 42           | NQ            | NQ            | NQ        | NQ        | NQ       | NQ    |
| Моника Скиндер Изабела Марциш | Командный спринт | н/д          | н/д          | н/д           | н/д           | 23:32.34  | 6 q       | 23:48.01 | 9     |

## Фигурное катание
На чемпионате мира по фигурному катанию 2021 года в Стокгольме, Швеция, Польша получила одну квоту в соревнованиях в танцах на льду.
| Спортсмен                       | Вид                       | Короткая | Короткая | Произвольная | Произвольная | Всего  | Всего |
| Спортсмен                       | Вид                       | Очки     | Место    | Очки         | Место        | Очки   | Место |
| ------------------------------- | ------------------------- | -------- | -------- | ------------ | ------------ | ------ | ----- |
| Екатерина Куракова              | Женское одиночное катание | 59.08    | 24 Q     | 126.76       | 12           | 185.84 | 12    |
| Наталья Калишек Максим Сподырев | Танцы на льду             | 70.32    | 15 Q     | 96.99        | 20           | 167.31 | 17    |

## Санный спорт
По результатам заездов в сезоне Кубка мира по санному спорту 2021-22, Польша получила следующие стартовые квоты:
| Спортсмен                          | Вид              | Заезд 1 | Заезд 1 | Заезд 2 | Заезд 2 | Заезд 3  | Заезд 3 | Заезд 4 | Заезд 4 | Всего    | Всего |
| Спортсмен                          | Вид              | Время   | Место   | Время   | Место   | Время    | Место   | Время   | Место   | Время    | Место |
| ---------------------------------- | ---------------- | ------- | ------- | ------- | ------- | -------- | ------- | ------- | ------- | -------- | ----- |
| Матеуш Сохович                     | Одиночки-мужчины | 58.863  | 24      | 59.196  | 26      | 58.867   | 24      | NQ      | NQ      | 2:56.926 | 25    |
| Войцех Хмелевский Якуб Ковалевский | Двойки-мужчины   | 58.992  | 8       | 59.073  | 9       | н/д      | н/д     | н/д     | н/д     | 1:58.065 | 9     |
| Клаудия Домарадзкая                | Одиночки-женщины | 59.871  | 25      | 59.892  | 25      | 1:01.313 | 31      | NQ      | NQ      | 3:01.076 | 27    |

Смешанная командная эстафета
| Спортсмен                                                             | Вид     | Заезд 1  | Заезд 1 | Заезд 2  | Заезд 2 | Заезд 3  | Заезд 3 | Всего    | Всего |
| Спортсмен                                                             | Вид     | Время    | Место   | Время    | Место   | Время    | Место   | Время    | Место |
| --------------------------------------------------------------------- | ------- | -------- | ------- | -------- | ------- | -------- | ------- | -------- | ----- |
| Клаудия Домарадзкая Матеуш Сохович Войцех Хмелевский Якуб Ковалевский | Команды | 1:01.448 | 10      | 1:02.727 | 9       | 1:02.961 | 7       | 3:07.136 | 8     |

## Лыжное двоеборье
Польша квалифицировала двух спортсменов.
| Спортсмен      | Вид                       | Прыжки с трамплина | Прыжки с трамплина | Прыжки с трамплина | Лыжные гонки | Лыжные гонки | Всего   | Всего |
| Спортсмен      | Вид                       | Дистанция          | Очки               | Место              | Время        | Место        | Время   | Место |
| -------------- | ------------------------- | ------------------ | ------------------ | ------------------ | ------------ | ------------ | ------- | ----- |
| Щепан Купчак   | Нормальный трамплин/10 км | 89.5               | 87.5               | 32                 | 27:22.3      | 37           | 30:24.3 | 34    |
| Щепан Купчак   | Большой трамплин/10 км    | 121.5              | 86.3               | 30                 | 28:25.8      | 42           | 31:59.8 | 35    |
| Анджей Щехович | Нормальный трамплин/10 км | 82.5               | 76.4               | 37                 | 26:40.2      | 33           | 30:26.2 | 35    |
| Анджей Щехович | Большой трамплин/10 км    | 93.0               | 44.6               | 45                 | 29:27.5      | 44           | 35:48.5 | 45    |

## Шорт-трек
Польша квалифицировала четырёх спортсменок среди женщин на дистанциях 500, 1000 и 1500 метров и в эстафете. Также получили мужскую квоту на 1500 м и дополнительную мужскую квоту для участия в смешанной эстафете
Мужчины
| Спортсмен        | Вид    | Квалификация | Квалификация | Четвертьфинал | Четвертьфинал | Полуфинал | Полуфинал | Финал | Финал |
| Спортсмен        | Вид    | Время        | Место        | Время         | Место         | Время     | Место     | Время | Место |
| ---------------- | ------ | ------------ | ------------ | ------------- | ------------- | --------- | --------- | ----- | ----- |
| Михал Невиньский | 1500 м | н/д          | н/д          | 2:12.852      | 6             | NQ        | NQ        | NQ    | NQ    |

Женщины
| Спортсменка                                                              | Вид      | Квалификация | Квалификация | Четвертьфинал | Четвертьфинал | Полуфинал | Полуфинал | Финал    | Финал |
| Спортсменка                                                              | Вид      | Время        | Место        | Время         | Место         | Время     | Место     | Время    | Место |
| ------------------------------------------------------------------------ | -------- | ------------ | ------------ | ------------- | ------------- | --------- | --------- | -------- | ----- |
| Камила Стормовская                                                       | 500 м    | 44.053       | 4            | NQ            | NQ            | NQ        | NQ        | NQ       | NQ    |
| Патриция Малишевская                                                     | 500 м    | 44.130       | 3            | NQ            | NQ            | NQ        | NQ        | NQ       | NQ    |
| Николя Мазур                                                             | 500 м    | 43.732       | 4            | NQ            | NQ            | NQ        | NQ        | NQ       | NQ    |
| Наталия Малишевская                                                      | 1000 м   | 1:29.610     | 1 Q          | 1:48.908      | 5             | NQ        | NQ        | NQ       | NQ    |
| Камила Стормовская                                                       | 1000 м   | 1:28.567     | 4            | NQ            | NQ            | NQ        | NQ        | NQ       | NQ    |
| Наталия Малишевская                                                      | 1500 м   | н/д          | н/д          | 2:25.850      | 5             | NQ        | NQ        | NQ       | NQ    |
| Камила Стормовская                                                       | 1500 м   | н/д          | н/д          | 2:33.603      | 4             | NQ        | NQ        | NQ       | NQ    |
| Наталия Малишевская Патриция Малишевская Николя Мазур Камила Стормовская | Эстафета | н/д          | н/д          | н/д           | н/д           | 4:10.074  | 3 FB      | 4:10.210 | 6     |

Смешанное
| Спортсменка                                                       | Вид                | Четвертьфинал | Четвертьфинал | Полуфинал | Полуфинал | Финал | Финал |
| Спортсменка                                                       | Вид                | Время         | Место         | Время     | Место     | Время | Место |
| ----------------------------------------------------------------- | ------------------ | ------------- | ------------- | --------- | --------- | ----- | ----- |
| Лукаш Кучиньский Михал Невиньский Николя Мазур Камила Стормовская | Смешанная эстафета | 2:50.513      | 4             | NQ        | NQ        | NQ    | NQ    |

## Прыжки с трамплина
Польша квалифицировала пять мужчин и двух женщин-прыгунов с трамплина.
Мужчины
| Спортсмен                                                     | Вид                 | Квалификация | Квалификация | Квалификация | Попытка 1 | Попытка 1 | Попытка 1 | Финал     | Финал | Финал | Всего | Всего |
| Спортсмен                                                     | Вид                 | Дистанция    | Очков        | Место        | Дистанция | Очков     | Место     | Дистанция | Очков | Место | Очков | Место |
| ------------------------------------------------------------- | ------------------- | ------------ | ------------ | ------------ | --------- | --------- | --------- | --------- | ----- | ----- | ----- | ----- |
| Стефан Хуля                                                   | Нормальный трамплин | 90.5         | 87.9         | 27 Q         | 103.0     | 127.0     | 23 Q      | 93.5      | 110.8 | 27    | 237.8 | 26    |
| Давид Кубацкий                                                | Нормальный трамплин | 94.0         | 98.3         | 16 Q         | 104.0     | 133.1     | 8 Q       | 103.0     | 132.8 | 2     | 265.9 | 3     |
| Камиль Стох                                                   | Нормальный трамплин | 83.5         | 78.7         | 36 Q         | 101.5     | 136.3     | 3 Q       | 97.5      | 124.6 | 13    | 260.9 | 6     |
| Пётр Жила                                                     | Нормальный трамплин | 102.5        | 112.1        | 3 Q          | 95.0      | 121.6     | 27 Q      | 99.0      | 123.9 | 14    | 245.5 | 21    |
| Давид Кубацкий                                                | Большой трамплин    | 125.5        | 112.5        | 22 Q         | 131.0     | 123.7     | 25 Q      | 131.5     | 127.5 | 23    | 251.2 | 26    |
| Камиль Стох                                                   | Большой трамплин    | 128.0        | 122.5        | 8 Q          | 137.5     | 140.3     | 4 Q       | 133.5     | 136.9 | 8     | 277.2 | 4     |
| Павел Вонсек                                                  | Большой трамплин    | 117.5        | 96.5         | 36 Q         | 129.0     | 121.9     | 28 Q      | 134.5     | 132.4 | 16    | 254.3 | 21    |
| Пётр Жила                                                     | Большой трамплин    | 120.0        | 106.3        | 27 Q         | 134.0     | 129.7     | 14 Q      | 131.0     | 125.8 | 25    | 255.5 | =18   |
| Стефан Хуля Давид Кубацкий Камиль Стох Павел Вонсек Пётр Жила | Команда             | н/д          | н/д          | н/д          | 508.5     | 434.5     | 6 Q       | 499.0     | 445.6 | 5     | 880.1 | 6     |

Женщины
| Спортсменка     | Вид                 | Первый раунд | Первый раунд | Первый раунд | Финал     | Финал | Финал | Всего | Всего |
| Спортсменка     | Вид                 | Дистанция    | Очков        | Место        | Дистанция | Очков | Место | Очков | Место |
| --------------- | ------------------- | ------------ | ------------ | ------------ | --------- | ----- | ----- | ----- | ----- |
| Николь Кондерла | Нормальный трамплин | 64.0         | 37.8         | 36           | NQ        | NQ    | NQ    | NQ    | NQ    |
| Кинга Райда     | Нормальный трамплин | 69.0         | 40.9         | 35           | NQ        | NQ    | NQ    | NQ    | NQ    |

Смешанные
| Спортсмен                                              | Вид               | Первый раунд | Первый раунд | Первый раунд | Финал     | Финал | Финал | Всего | Всего |
| Спортсмен                                              | Вид               | Дистанция    | Очков        | Место        | Дистанция | Очков | Место | Очков | Место |
| ------------------------------------------------------ | ----------------- | ------------ | ------------ | ------------ | --------- | ----- | ----- | ----- | ----- |
| Николь Кондерла Давид Кубацкий Кинга Райда Камиль Стох | Смешанная команда | 351.5        | 386.1        | 5 Q          | 349.5     | 377.1 | 6     | 763.2 | 6     |

## Сноуборд
Согласно списку распределения квот, Польша квалифицировала пять спортсменов.
Параллельный слалом
| Спортсмен             | Вид                                      | Квалификация | Квалификация | 1/8 финала               | Четвертьфинал        | Полуфинал      | Финал / БМ     | Финал / БМ |
| Спортсмен             | Вид                                      | Время        | Место        | Соперник Время           | Соперник Время       | Соперник Время | Соперник Время | Место      |
| --------------------- | ---------------------------------------- | ------------ | ------------ | ------------------------ | -------------------- | -------------- | -------------- | ---------- |
| Оскар Квятковский     | Параллельный гигантский слалом (мужчины) | 1:21.52      | 5 Q          | Фелицетти (ITA) W DNF    | Мастнак (SLO) L DNF  | NQ             | NQ             | NQ         |
| Михал Новачик         | Параллельный гигантский слалом (мужчины) | 1:21.64      | 7 Q          | Пайер (AUT) L +0.09      | NQ                   | NQ             | NQ             | NQ         |
| Вероника Бэла-Новачик | Параллельный гигантский слалом (женщины) | 1:30.75      | 22           | NQ                       | NQ                   | NQ             | NQ             | NQ         |
| Александра Круль      | Параллельный гигантский слалом (женщины) | 1:28.10      | 8 Q          | Смоленцова (ROC) W −0.16 | Ледецкая (CZE) L DNF | NQ             | NQ             | NQ         |
| Александра Михалик    | Параллельный гигантский слалом (женщины) | 1:37.11      | 24           | NQ                       | NQ                   | NQ             | NQ             | NQ         |

## Конькобежный спорт
По результатам выступлений в сезоне Кубка мира по конькобежному спорту 2021-22 годов Польша получила следующие стартовые квоты:
Мужчины
| Спортсмен       | Вид    | Финал | Финал |
| Спортсмен       | Вид    | Время | Место |
| --------------- | ------ | ----- | ----- |
| Збигнев Брудка  | 1500 м | DNS   | DNS   |
| Марек Каня      | 500 м  | 34.92 | 16    |
| Пётр Михальский | 500 м  | 34.52 | 5     |
| Пётр Михальский | 1000 м |       |       |
| Дамиан Журек    | 500 м  | 34.73 | 11    |
| Дамиан Журек    | 1000 м |       |       |

Женщины
| Спортсменка      | Вид    | Финал   | Финал |
| Спортсменка      | Вид    | Время   | Место |
| ---------------- | ------ | ------- | ----- |
| Каролина Босек   | 1000 м | 1:16.54 | 17    |
| Наталия Червонка | 1500 м | 1:59.03 | 19    |
| Магдалена Чыщонь | 1500 м | 2:05.64 | 30    |
| Магдалена Чыщонь | 5000 м | 7:21.49 | 12    |
| Анжелика Вуйцик  | 500 м  | 37.78   | 11    |
| Анжелика Вуйцик  | 1000 м | 1:16.79 | 20    |
| Кая Зёмек        | 500 м  | 37.70   | 9     |

Масс-старт
| Спортсмен      | Вид                  | Полуфинал | Полуфинал | Полуфинал | Финал | Финал | Финал |
| Спортсмен      | Вид                  | Очки      | Время     | Место     | Очки  | Время | Место |
| -------------- | -------------------- | --------- | --------- | --------- | ----- | ----- | ----- |
| Збигнев Брудка | Масс-старт (мужчины) |           |           |           |       |       |       |
| Артур Яницкий  | Масс-старт (мужчины) |           |           |           |       |       |       |
| Каролина Босек | Масс-старт (женщины) |           |           |           |       |       |       |

Командная гонка
| Спортсмен                                                        | Вид                       | Четвертьфинал       | Четвертьфинал | Полуфинал      | Полуфинал | Финал                              | Финал |
| Спортсмен                                                        | Вид                       | Соперник Время      | Место         | Соперник Время | Место     | Соперник Время                     | Место |
| ---------------------------------------------------------------- | ------------------------- | ------------------- | ------------- | -------------- | --------- | ---------------------------------- | ----- |
| Каролина Босек Магдалена Чыщонь Наталия Червонка Анжелика Вуйцик | Командная гонка (женщины) | ОКР (ROC) L 3:01.92 | 7             | NQ             | NQ        | Финал D Белоруссия (BLR) L 3:03.19 | 8     |